# Лісова пісня (мультфільм)
«Лісова пісня» — радянський короткометражний анімаційний фільм за мотивами однойменної драми-фейерії Лесі Українки, яку 1976 року випустили на Творчому об'єднанні художньої мультиплікації студії «Київнаукфільм».
Режисеркою виступила Алла Грачова. Фільм вийшов російською мовою із використанням перекладу Михайла Ісаковського.

## Сюжет
Історія про кохання українського юнака та лісової мавки.
Йшов якось хлопець по лісі і награвав на сопілці. Почула звуки сопілки лісова мавка та вирішила дізнатися, хто ж так дивно грає. Побачивши юнака, мавка відразу ж закохується в нього. Побачивши мавку, юнак також в неї одразу закохується. Але на шляху їхньому коханню повстануть серйозні випробування.

## Над мультфільмом працювали
- Автори сценарію — Алла Грачова, Борис Крижанівський
- Режисер — Алла Грачова
- Художник-постановник — Роман Адамович
- Композитор — Борис Буєвський
- Оператор — Анатолій Гаврилов
- Звукорежисер — Ігор Погон
- Художники-мультиплікатори: Олександр Лавров, Костянтин Чикін, Михайло Титов, Марк Драйцун, І. Бородавко
- Ролі озвучили: Галина Остапенко (Мавка), Борис Романов (Лукаш), Валентин Дуклер, Ігор Славинський, Валентин Грудінін, Лідія Чащина
- Асистенти: Л. Криворотенко, Наталя Чернишова, Олександра Прахова, Ірина Сергєєва, Юна Срібницька
- Редактор — Світлана Куценко
- Директор картини — Іван Мазепа